# Sybra biguttula
Sybra biguttula là một loài bọ cánh cứng trong họ Cerambycidae.